# Hot as Sun/Glasses
Hot as Sun/Glasses è una traccia dell'album McCartney di Paul McCartney, pubblicato nel 1970.

## Il brano
Hot as Sun venne scritta da Paul McCartney durante l'esperienza con i Quarrymen; l'autore ha dato, come date, il 1958 o l'anno successivo, anche se ha affermato che potrebbe essere stata composta ancor prima. Occasionalmente venne eseguita dal gruppo ma la prima volta che i Beatles la registrarono fu il 24 gennaio 1969 durante le Get Back sessions; in questo caso, c'erano dei rumori vocali ed una breve frase parlata. Hot as Sun venne poi unita ad un altro brano strumentale, Glasses, e pubblicata su McCartney. Alla fine della traccia, si sente anche un breve frammento, di nove secondi, di un brano chiamato Suicide; questa è stata l'unica pubblicazione ufficiale del pezzo fino al 2011, anche se spesso un demo col pianoforte è stato pubblicato su vari bootleg. La canzone era stata scritta in origine per Frank Sinatra; McCartney l'ha descritta come "molto cabaret", e ha detto di pensare che il cantante si sia chiesto se Paul avesse qualcosa contro di lui. Suicide è ancora più antica di Hot as Sun: venne iniziata nel 1956.
Il brano, registrato tra dicembre e febbraio, venne mixato negli Abbey Road Studios della EMI il 24 febbraio 1970; lo studio era stato prenotato per un fittizio Billy Martin, dato che McCartney preferiva registrare il 33 giri in segreto. I suoni all'inizio della canzone sono stati causati da un dito bagnato su un bicchiere di vino, come quello che appare in copertina. Il brano venne eseguito dal vivo solo nel tour Wings UK Tour 1979 dei Wings; un'esecuzione live del pezzo venne inclusa, come bonus track, nella ristampa di McCartney del 2011, così come la full version di Suicide.

## Cover
- Tim Rice aggiunse un testo al brano; questa versione del pezzo venne pubblicata come singolo da Noosha Fox nel luglio 1982[1]; il 45 giri, commercializzato dalla Earlobe Records, aveva al lato B The Cheapest Nights, composta dalla stessa Fox, era stato prodotto da Peter Wingfield ed aveva il numero di catalogo ELB-S-105[6]
- Elaine Paige ha incluso il brano nel suo omonimo album del 1984[1][7]; nelle note di copertina era stato riportato, erroneamente, che McCartney avesse composto il brano per lei[1]

## Formazione
- Paul McCartney: voce, chitarra, basso elettrico, pianoforte, tastiere, batteria, maracas, bongos, bicchiere di vino[1]